# Macrosteles mallorcae
Macrosteles mallorcae är en insektsart som beskrevs av Dlabola 1974. Macrosteles mallorcae ingår i släktet Macrosteles och familjen dvärgstritar. Inga underarter finns listade i Catalogue of Life.